# Parafia Rapides
Parafia Rapides (ang. Rapides Parish) – parafia cywilna w stanie Luizjana w Stanach Zjednoczonych. Obszar całkowity parafii obejmuje powierzchnię 1 361,66 mil2 (3 526,69 km²). Według danych z 2010 r. parafia miała 131 613 mieszkańców. Parafia powstała w 1807 roku, a jej nazwa pochodzi z języka francuskiego oznaczającego progi rzeczne.

## Sąsiednie parafie
- Parafia Grant (północ)
- Parafia La Salle (północny wschód)
- Parafia Avoyelles (wschód)
- Parafia Evangeline (południe)
- Parafia Allen (południowy zachód)
- Parafia Vernon (zachód)
- Parafia Natchitoches (północny zachód)

## Miasta
- Alexandria
- Ball
- Boyce
- Cheneyville
- Glenmora
- Lecompte
- Pineville
- Woodworth

## Wioski
- Deville (CDP)
- Forest Hill
- McNary